# Scandalo a Filadelfia
Scandalo a Filadelfia (The Philadelphia Story) è un film del 1940 diretto da George Cukor. I protagonisti sono Katharine Hepburn, Cary Grant e James Stewart.
Scelto nel 1995 per essere conservato nel National Film Registry della Biblioteca del Congresso degli Stati Uniti, è considerato uno dei migliori esempi della cosiddetta comedy of remarriage, genere popolare negli anni trenta e quaranta, in cui una coppia divorziava per poter intrattenere delle relazioni con altri partner, per poi risposarsi, espediente usato per rappresentare una relazione extraconiugale, all'epoca non accettata nel mondo cinematografico statunitense.

## Trama

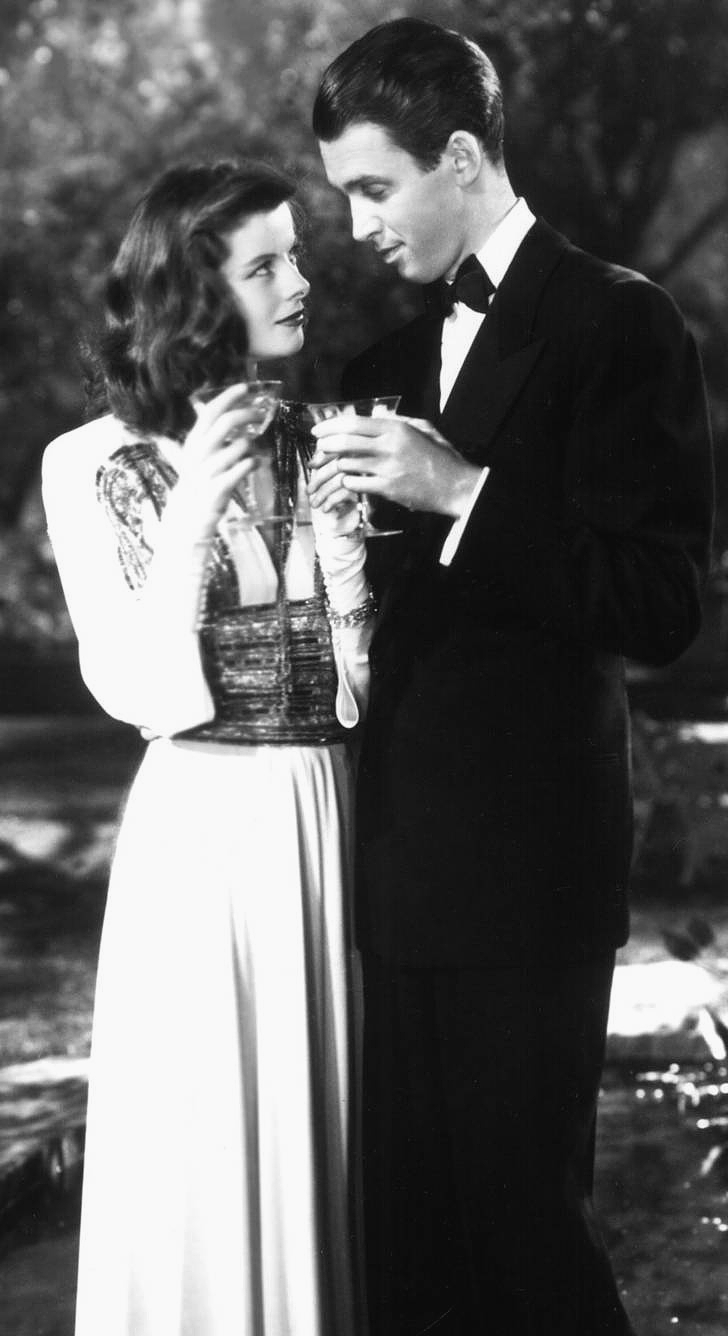
Katharine Hepburn e James Stewart in una scena

Tracy Lord è una viziata e presuntuosa ereditiera dell'alta società di Filadelfia. Stanca di suo marito, C.K. Dexter Haven, lo sbatte fuori di casa e gli chiede il divorzio. Due anni dopo Tracy è in procinto di risposarsi con un nouveau riche, lavoratore ma anche un po' noioso. Dexter, che è comunque ancora innamorato di lei, incarica Macaulay Connor, un giornalista di una rivista scandalistica, di appiccicarsi alle costole della ex moglie, cercando nel frattempo in tutti i modi di mandare a monte le nozze. Anche il giornalista finisce suo malgrado con l'innamorarsi dell'affascinante Tracy ma così facendo riuscirà a farle capire chi ama in realtà.

## Riconoscimenti
Il film ebbe una candidatura a 6 premi Oscar: miglior regia (gli altri concorrenti quell'anno erano Ford, Hitchcock e Wyler), miglior attrice protagonista, miglior attrice non protagonista, miglior sceneggiatura (vinto) e miglior attore protagonista (vinto).
James Stewart vinse il suo unico Oscar come attore protagonista battendo l'amico Henry Fonda (con Furore), Laurence Olivier (con Rebecca - La prima moglie) e Il grande dittatore di Charles Chaplin. Non aspettandosi di vincere, e non avendo nemmeno votato per se stesso, bensì per Fonda, non aveva pianificato di prendere parte alla cerimonia di premiazione; venne avvisato di dover essere presente in un secondo momento, con un abbigliamento "da sera", visto che avrebbe dovuto, appunto, essere premiato. Stewart ebbe comunque sempre la sensazione che questo premio fosse in un certo senso una compensazione per la mancata premiazione dell'anno precedente, con Mr. Smith va a Washington.
Nel 1998 l'American Film Institute l'ha inserito al cinquantunesimo posto della classifica dei migliori cento film statunitensi di tutti i tempi, mentre dieci anni dopo, nella lista aggiornata, è salito al quarantaquattresimo posto.
- 1941 - Premio Oscar
  - Miglior attore protagonista a James Stewart
  - Migliore sceneggiatura non originale a Donald Ogden Stewart
  - Candidatura Miglior film a Joseph L. Mankiewicz
  - Candidatura Migliore regia a George Cukor
  - Candidatura Miglior attrice protagonista a Katharine Hepburn
  - Candidatura Miglior attrice non protagonista a Ruth Hussey
- 1940 - New York Film Critics Circle Award
  - Miglior attrice protagonista a Katharine Hepburn

## Altri adattamenti
- Inizialmente, la sceneggiatura era stata scritta da Barry appositamente per Hepburn, che stava attraversando un periodo critico nella sua carriera. L'attrice rimase così favorevolmente impressionata che decise di produrre in parte lo spettacolo teatrale, accettando come compenso solo una percentuale degli incassi, che si rivelarono abbastanza elevati visto il successo che la pièce ebbe a Broadway. In seguito ne acquistò i diritti per lo sfruttamento cinematografico, riservandosi il diritto di scegliere regista e cast.
- Gli stessi interpreti furono protagonisti di un adattamento radiofonico nel '42, ripreso anche l'anno seguente con Robert Taylor, Loretta Young e Robert Young.
- Ne è stato fatto un remake negli anni cinquanta dal titolo Alta società, un musical interpretato da Grace Kelly, Bing Crosby, Frank Sinatra e Louis Armstrong.
- Negli anni ottanta, Cynthia Nixon interpretò la parte della sorella di Tracy a Broadway, mentre in una recente versione teatrale il ruolo di Cary Grant è interpretato da Kevin Spacey.